# Karel Hlavoň
Karel Hlavoň (21. ledna 1930 Brno-Brněnské Ivanovice – 30. července 2009 Brno) byl český marxistický filozof a etik.
Původně se vyučil strojním zámečníkem a pracoval v montáži turbín podniku První brněnská strojírna. V roce 1950 absolvoval desetiměsíční státní kurs pro přípravu pracujících na vysoké školy a do roku 1954 studoval na Filozofické fakultě Masarykovy univerzity (FF MU) filozofii a historii. Následně působil na katedře filozofie FF MU a přednášel marxismus, etiku, dějiny etiky a dějiny německé klasické filozofie. Docentem se stal v roce 1979 prací Mravní krize křesťanství. V letech 1971–1980 působil externě na Ústavu vědeckého ateismu ČSAV v Brně, po přeměně ústavu na Ústav pro výzkum společenského vědomí a vědeckého ateismu ČSAV v něm spoluzakládal v letech 1986–1989 oddělení etiky. 

## Dílo (výběr)
- Malý ateistický slovník, 1962 (spoluautor)
- Světonázorové základy socialistického mravního vědomí, 1979 (stať v knize „Ideológia, morálka a medicína", Martin: Osveta, 1979)
- Sborník k problematice morálky v soudobé křesťanské ideologii, 1981 (spoluautor)
- Náboženství a morálka : příspěvek ke kritice křesťanské morálky, 1982
- Bratrská Jednota Baptistů v ČSSR, Na pomoc pracovníkům v oblasti státní církevní politiky – svazek 88, 1984